# نادي التعاون موسم 2019–20
سيشارك النادي في دوري المحترفين و‌كأس الملك.
يغطي الموسم الفترة من 1 يوليو 2019 إلى 30 يونيو 2020

## ما قبل الموسم والوديات
انتصار
  تعادل
  خسارة
| أغسطس 2019 مباراة ودية |  | v | التعاون |  |

## المنافسات
انتصار
  تعادل
  خسارة
  مباريات مجدولة

### نظرة عامة
| المنافسة        | أول مباراة     | آخر مباراة     | الدور الافتتاحي | المركز النهائي | السجل | السجل | السجل | السجل | السجل | السجل | السجل | السجل   |
| المنافسة        | أول مباراة     | آخر مباراة     | الدور الافتتاحي | المركز النهائي | لعب   | ف     | ت     | خ     | له    | عليه  | ف.أ.  | الفوز % |
| --------------- | -------------- | -------------- | --------------- | -------------- | ----- | ----- | ----- | ----- | ----- | ----- | ----- | ------- |
| دوري المحترفين  | 23 أغسطس 2019  | 30 مايو 2020   | يوم المباراة 1  |                | 17    | 8     | 3     | 6     | 26    | 23    | +3    | 047٫06  |
| كأس الملك       | 10 نوفمبر 2019 | 23 ديسمبر 2019 | دور الـ64       | دور الـ16      | 3     | 2     | 0     | 1     | 5     | 1     | +4    | 066٫67  |
| دوري أبطال آسيا | 10 نوفمبر 2019 | 23 ديسمبر 2019 | مرحلة المجموعات |                | 1     | 1     | 0     | 0     | 1     | 0     | +1    | 100٫00  |
| المجموع         | المجموع        | المجموع        | المجموع         | المجموع        | 21    | 11    | 3     | 7     | 32    | 24    | +8    | 052٫38  |

آخر تحديث: 11 فبراير 2020
المصدر: المنافسات

### دوري المحترفين السعودي

#### جدول لدوري
| م  | الفريق  | لعب | ف  | ت | خ  | أ.له | أ.ع | أ.ف | نقاط | التأهل أو الهبوط                              |
| -- | ------- | --- | -- | - | -- | ---- | --- | --- | ---- | --------------------------------------------- |
| 10 | ضمك     | 30  | 9  | 8 | 13 | 37   | 52  | −15 | 35   |                                               |
| 11 | الاتحاد | 30  | 9  | 8 | 13 | 42   | 41  | +1  | 35   |                                               |
| 12 | التعاون | 30  | 10 | 5 | 15 | 33   | 40  | −7  | 35   |                                               |
| 13 | الفتح   | 30  | 8  | 9 | 13 | 42   | 49  | −7  | 33   |                                               |
| 14 | الفيحاء | 30  | 8  | 8 | 14 | 34   | 44  | −10 | 32   | مباراة ملحق الهبوط لدوري الأمير محمد بن سلمان |

1. مجموع النقاط ; 2. أعلى فارق أهداف في كامل البطولة (ما له من أهداف ناقص ما عليه).
3. الفريق الأكثر تسجيلاً للأهداف في كامل البطولة. 4. الفريق الأعلى تصنيفاً في بطولة الموسم الماضي.

في حال تعادل فريقين أو أكثر بالنقاط في جميع البطولات المحلية يتم تحديد المركز النهائية في نهاية البطولة وفقاً للترتيب التنازلي:

1.أعلى عدد من النقاط في مبارة أو مباريات الفريقين أو الفرق المتعادلة فيما بينها;
 2. أعلى فارق أهداف (ما له من أهداف ناقص ما عليه) في مبارة أو مباريات الفريقين أو الفرق
المتعادلة فيما بينها (دون احتساب أفضلية التسجيل خارج الأرض);

3. الفريق الأكثر تسجيلاً للأهداف في مباراة أو مباريات الفريقين أو الفرق المتعادلة فيما بينها (دون احتساب أفضلية التسجيل خارج الأرض);
 4.في حال استمرر التعادل بين فريقين أو أكثر من الفرق المتعادلة بعد تطبيق الفقرات من 1 إلى 3 يتم إعادة تطبيدق الفقرات من 1 إلى 3من هذه المادة مرة أخرى فقط على مباريات الفريقين أو الفرق المتساوية.

5.أعلى فارق أهداف في كامل البطولة (ما له من أهداف ناقص ما عليه);
 6.الفريق الأكثر تسجيلاً للأهداف في كامل البطولة;
 7.إذا كانت الفرق المتعادلة فريقان وكانا سوياً على أرض الملعب في المباراة الأخيرة يتم لعب
شوطين إضافيين كمبارة جديدة (دون احتساب أفضلية التسجيل خارج الأرض) وفي حال التعادل
في الأشواط الإضافية يتم لعب ضربات ترجيح.
 8.الأقل حصولاً على مجموع النقاط جراء حصول لاعبيه على البطاقات الصفراء والحمراء في مباريات البطولة. (بحيث يتم احتساب البطاقة الحمراء بثلاث نقاط والصفراء بنقطة واحدة).
9. في حال استمرار التعادل في الفقرات أعلاه من 1 إلى فقرة 8 وكانت الفرق المتعادلة (أكثر من فريقين) أو (فريقان لا يلعبان سوياً على أرض الملعب) يتم إجد مبارة أو مباريات فاصلة بطريقة خروج المغلوب من مرةٍ واحدة بين الفرق المتعادلة فيما بينها وتقوم الجهة المنظمة بتحديد آلية وأماكن إقامة المباراة أو المباريات.

ملاحظة :
- شهد الاجتماع الثلاثي بين كلًا من تركي آل الشيخ رئيس الهيئة العامة للرياضة السعودية، وأحمد اليوسف رئيس الاتحاد الكويتي لكرة القدم، والشيخ علي الخليفة رئيس الاتحاد البحريني في 29 سبتمبر 2018 الاتفاق على مشاركة فريق المحرق البحريني، وفريق كويتي، في الدوري السعودي بالموسم الحالي.[2] ولكن ذلك الأمر ضل مقترحاً ولم يتم تنفيذه على أرض الواقع .

#### ملخص النتائج
| شامل | شامل | شامل | شامل | شامل | شامل | شامل | شامل | على أرضه | على أرضه | على أرضه | على أرضه | على أرضه | على أرضه | خارج أرضه | خارج أرضه | خارج أرضه | خارج أرضه | خارج أرضه | خارج أرضه |
| لعب  | ف    | ت    | خ    | أ.ل  | أ.ع  | ف.أ  | ن    | ف        | ت        | خ        | أ.ل      | أ.ع      | ف.أ      | ف         | ت         | خ         | أ.ل       | أ.ع       | ف.أ       |
| ---- | ---- | ---- | ---- | ---- | ---- | ---- | ---- | -------- | -------- | -------- | -------- | -------- | -------- | --------- | --------- | --------- | --------- | --------- | --------- |
| 17   | 8    | 3    | 6    | 26   | 23   | +3   | 27   | 6        | 1        | 1        | 15       | 9        | +6       | 2         | 2         | 5         | 11        | 14        | −3        |

آخر تحديث: 5 فبراير 2020.

مصدر: Saudi Pro League

#### النتيجة جولة تلو الأخرى
| الجولة  | 1 |
| ------- | - |
| الأرض   |   |
| الحصيلة |   |
| المركز  |   |

#### المباريات
| 5 26 سبتمبر 2019 | الهلال                                | 2–1   | التعاون                                                      | الرياض                                                                                           |
| 20:15            | عمر خربين 9' · ريان الموسى 68' (ه.ذ.) | تقرير | سيدريك أميسي 4', 12' · نيلدو بيترولينا 56' · طلال العبسي 72' | الملعب: استاد جامعة الملك سعود الحضور: 17,989 الحكم: أوفيديو هاتسيغان (اتحاد رومانيا لكرة القدم) |

| 7 18 أكتوبر 2019 | الأهلي | 3–1   | التعاون                                                            | جدة                                                                                               |
| 20:00            | عبد الفتاح عسيري 22' · لوكاس بيدرو ألفيس دي ليما 39' · دجانيني 44' · حسين المقهوي 50' · إلفيس ساريتش 52' · عمر السومة 70' · محمد العويس 84' | تقرير | هيلدون راموس 10' · أحمد عسيري (لاعب كرة قدم) 23' · ريان الموسى 33' | الملعب: مدينة الملك عبد الله الرياضية الحضور: 9,431 الحكم: خورخي سوزا (اتحاد البرتغال لكرة القدم) |

| 10 23 نوفمبر 2019 | ضمك                                                                       | 1–2   | التعاون | أبها |
| 15:30             | حمد الجيزاني 44' · جورجي فيليبي 49' · محمد أبو سبعان 59' · ماجد هزازي 79' | تقرير | ساندرو مانويل 45+1' (ركلة.)، 90+7' (ركلة.), 86' · كاسيو دوس أنغوس 50' · ريان الموسى 57' · ياسين برناوي 87' | الملعب: مدينة الأمير سلطان بن عبد العزيز الرياضية الحضور: 3,644 الحكم: Luis Branco Godinho (اتحاد البرتغال لكرة القدم) |

| 11 13 ديسمبر 2019 | النصر                                     | 2–1   | التعاون                                                                                 | الرياض                                                                                                  |
| 19:45             | جوليانو دي باولا 31' · عبد الفتاح آدم 38' | تقرير | سيدريك أميسي 19', 75' · مد الله العليان 24' 82' · ريكاردو ماتشادو 57' · طلال العبسي 83' | الملعب: ملعب الأمير فيصل بن فهد الحضور: 15,297 الحكم: بيورن كويبرس (الاتحاد الملكي الهولندي لكرة القدم) |

| 20 27 فبراير 2020 | التعاون | ضدّ | الهلال | بريدة                                 |
| 18:40             |         |    |        | الملعب: مدينة الملك عبد الله الرياضية |

| 22 12 مارس 2020 | التعاون | ضدّ | الأهلي | بريدة                                 |
| 20:40           |         |    |        | الملعب: مدينة الملك عبد الله الرياضية |

| 25 16 أبريل 2020 | التعاون | ضدّ | ضمك | بريدة                                 |
| 19:05            |         |    |     | الملعب: مدينة الملك عبد الله الرياضية |

| 26 25 أبريل 2020 | التعاون | ضدّ | النصر | بريدة                                 |
| 22:00            |         |    |       | الملعب: مدينة الملك عبد الله الرياضية |